# Sammen med Lena
|  | Denne artikel er oprettet af botten PalnaBot ud fra en ekstern database. Den kan derfor have sproglige fejl eller mangler. Denne skabelon kan fjernes efter kontrol af indholdet. |

Sammen med Lena er en film instrueret af Katia Forbert Petersen efter manuskript af Katia Forbert Petersen.

## Handling
Hjemmet har op til vore dage været kvindernes største arbejdsplads og på sin vis en af de mest ensomme, der findes. For Lena har dette aspekt været dobbelt mærkbart. Hun er bosat på Læsø, men kommer fra Sverige. Hun er gift, men manden er fisker og derfor på havet det meste af året. Filmen følger hendes liv i et år og videregiver hendes syn på denne tilværelse.